# Dąb pontyjski
Dąb pontyjski (Quercus pontica K.Koch) – gatunek rośliny z rodziny bukowatych (Fagaceae Dumort.). Występuje naturalnie w północno-wschodniej Turcji oraz na Kaukazie. 

## Morfologia
PokrójDrzewo dorastające do 8 m wysokości. Pień jest krótki. Korona jest zaokrąglona i luźna. Kora jest łuszcząca się, z czasem staje się szorstka i pobrużdżona, ma barwę od szarej do purpurowo-brązowej. Gałęzie są tęgie, kanciaste, o barwie od śniadej do szarobrązowej, z wąskimi przetchlinkami. Pąki osiągają 1-1,5 cm długości, z zielonymi, nakładającymi się na siebie łuskami, są orzęsione przy wierzchołku.
LiścieBlaszka liściowa jest gruba i ma odwrotnie jajowaty kształt, z 25–30 ząbkami na brzegu. Mierzy 10–20 cm długości oraz 5–10 cm szerokości, jest ząbkowana na brzegu (ząbki są ościste i zakręcone). Górna powierzchnia jest błyszcząca i ma zieloną barwę, natomiast od spodu jest jasnosina, z gwiaździstymi włoskami. Ma 15–17 par zagłębionych nerwów o żółtej barwie, co drugi sięga szczytu ząbka. Ogonek liściowy jest żółty i ma 15 mm długości.
KwiatyKwiaty męskie to kotki zebrane po 2 lub 3. Kwiaty żeńskie mają słupkowie z 5 długimi znamionami.
OwoceOrzechy zwane żołędziami o jajowatym kształcie z wąskim wierzchołkiem, dorastają do 3–4 cm długości. Szypułki są krótkie i grube. Orzechy otulone są w miseczkach do 35–50% ich długości.

## Biologia i ekologia
Występuje na wysokości od 1200 do 2300 m n.p.m. Charakteryzuje się wolnym tempem wzrostu. Jest zimotrwały. Preferuje gleby ubogie w wapń.